# 沙托福尔
沙托福尔（法語：Châteaufort，法語發音：[ʃatofɔʁ]）是法国伊夫林省的一个市镇，位于该省东部，属于凡尔赛区。

## 地理
沙托福尔（48°44'11"N, 2°5'28"E）面积4.88 平方千米，位于法国法蘭西島大區伊夫林省，该省份为法国北部省份，北起瓦兹河谷省，西接厄尔省，西南接厄尔-卢瓦省，东南接埃松省，东临上塞纳省。
与沙托福尔接壤的市镇（或旧市镇、城区）包括：比克、吉扬库尔、马尼莱阿莫、圣雷米莱舍夫勒斯、图叙勒诺布勒、维利耶勒巴克勒。
沙托福尔的时区为UTC+01:00、UTC+02:00（夏令时）。

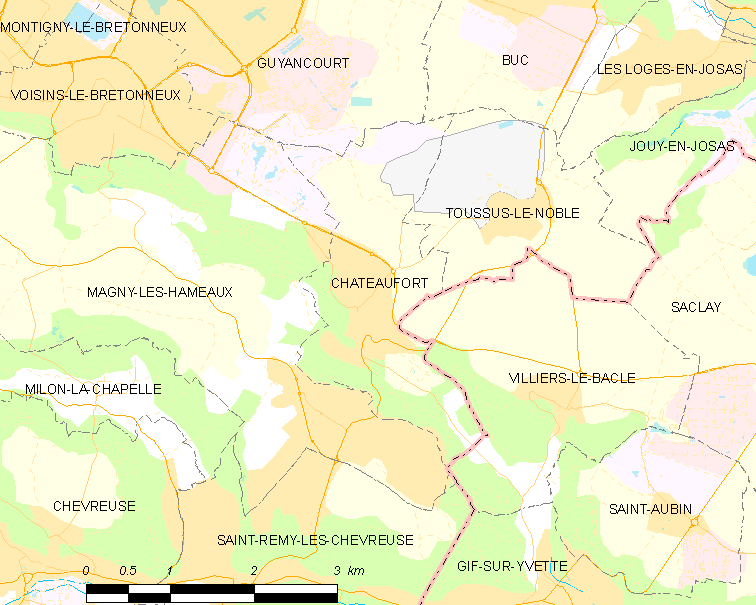
沙托福尔的OSM定位图

## 行政
沙托福尔的邮政编码为78117，INSEE市镇编码为78143。

## 政治
沙托福尔所属的省级选区为莫尔帕县。

## 人口

1962-2008年间沙托福尔人口变化图示

沙托福尔于2022年1月1日时的人口数量为1540人。